# 第18回BRICS首脳会議
第18回BRICS首脳会議（だい18かいぶりっくすしゅのうかいぎ、英: 18th BRICS summit）は、2026年にインドで開催される予定のBRICS首脳会議。

## 参加国首脳

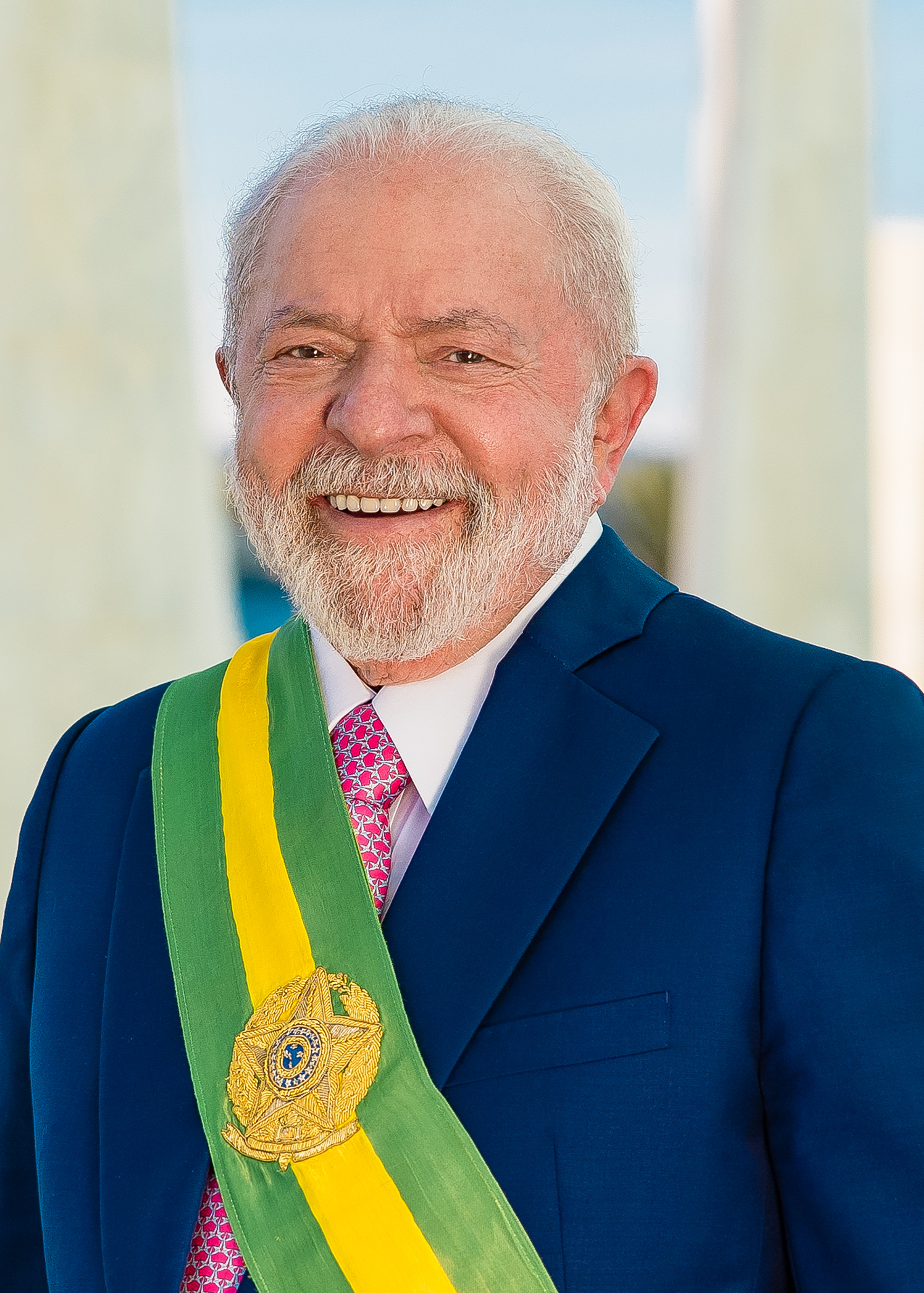
ブラジル ルイス・イナシオ・ルーラ・ダ・シルヴァ（大統領）
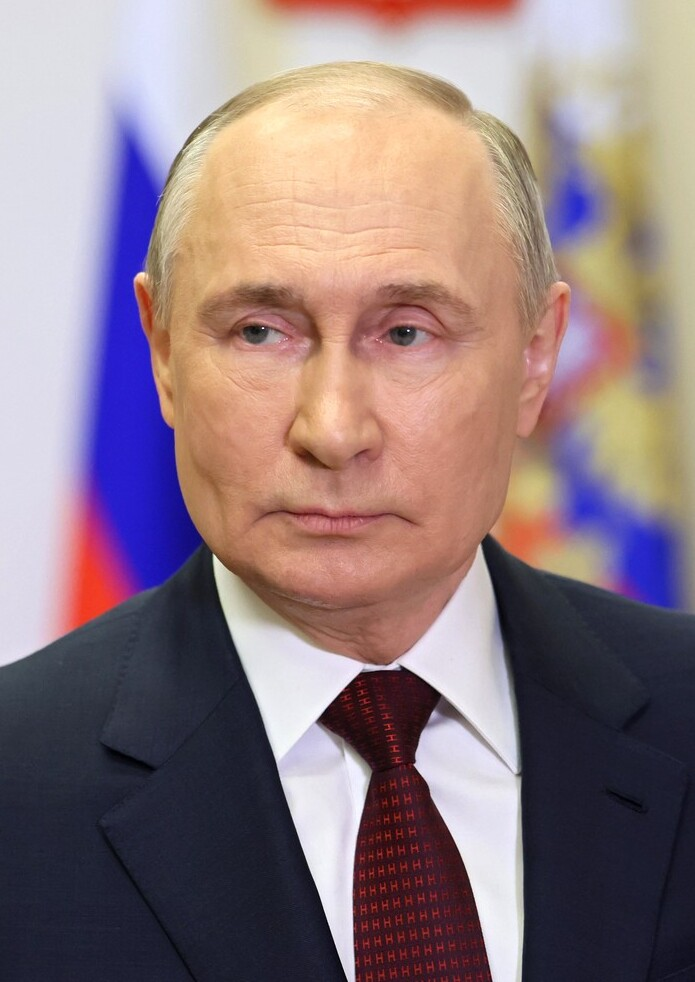
ロシア ウラジーミル・プーチン（大統領）
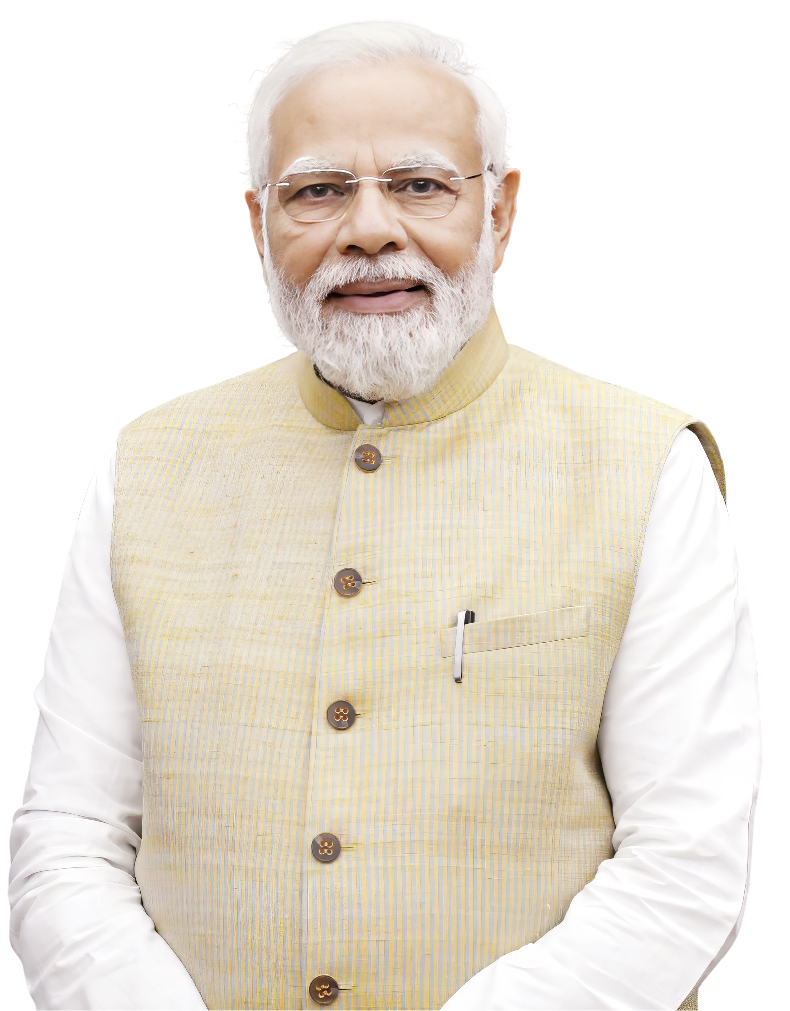
インド (議長国) ナレンドラ・モディ（首相）
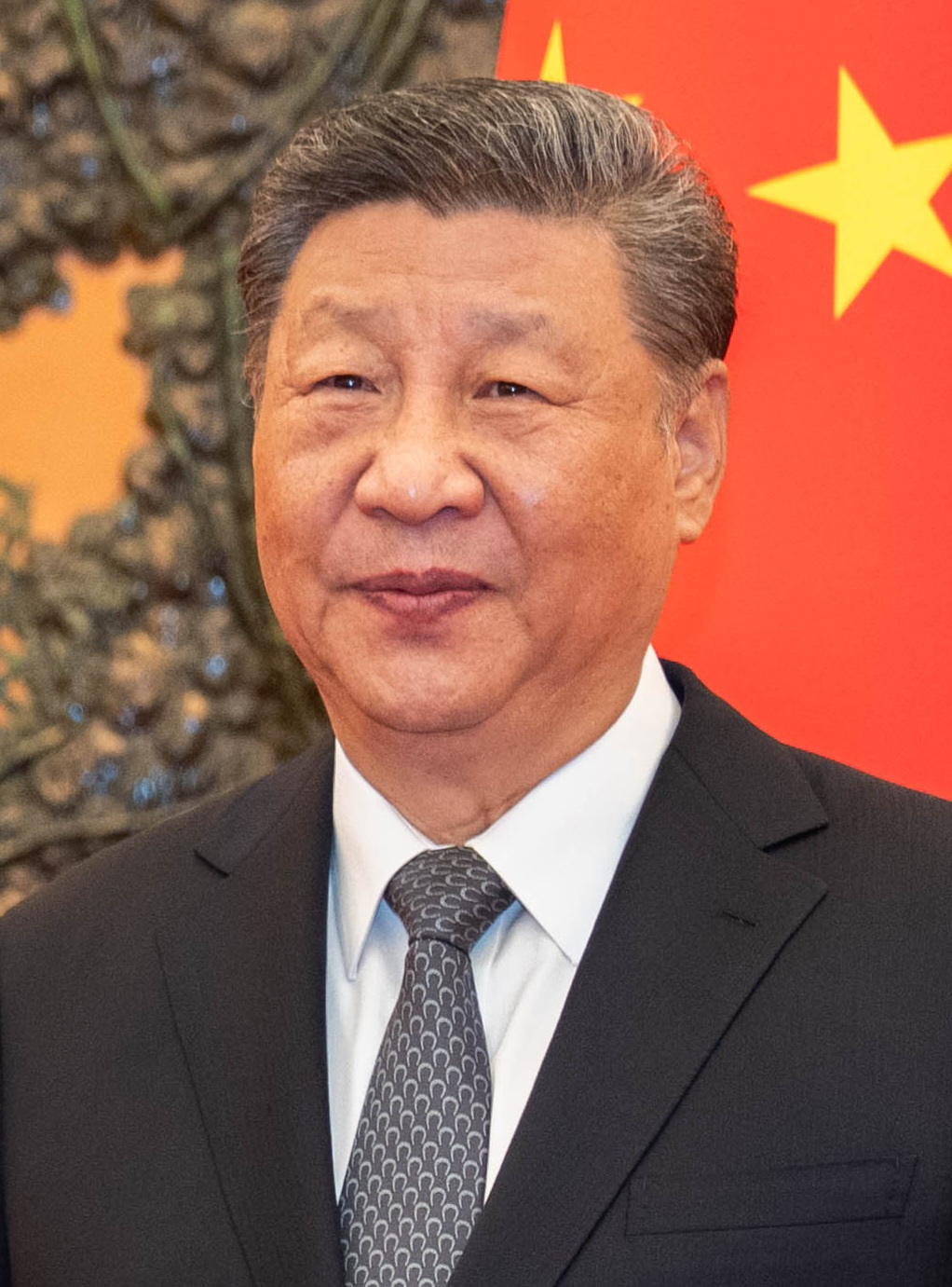
中国 習近平（党総書記・国家主席）
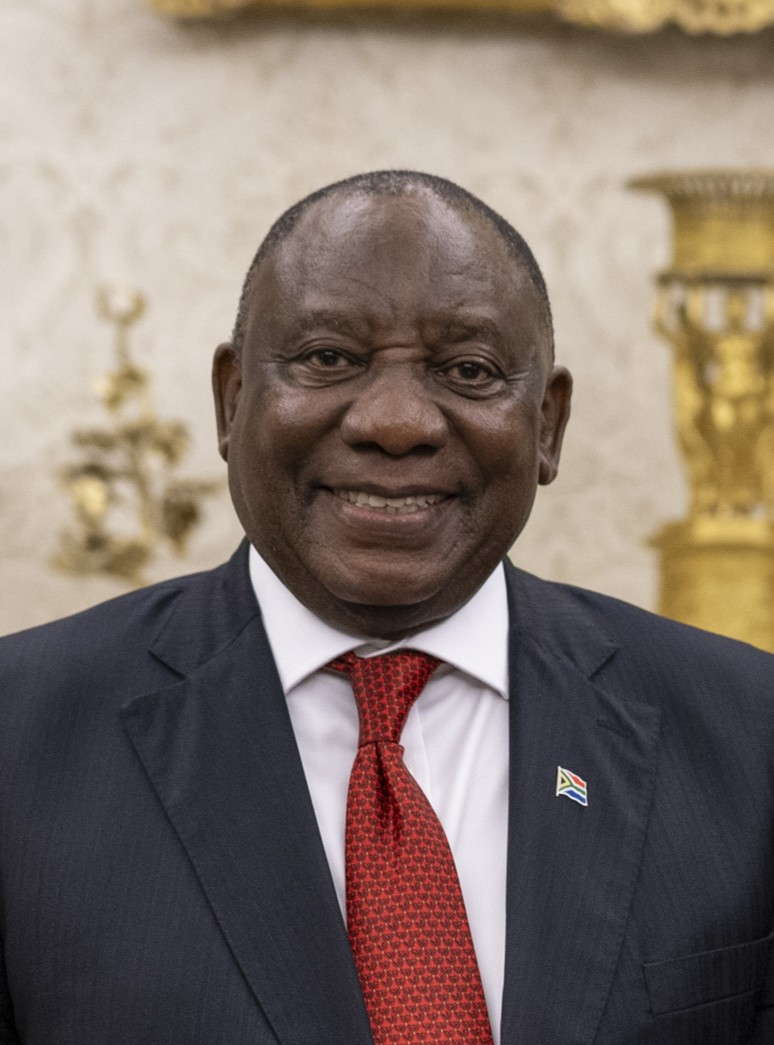
南アフリカ シリル・ラマポーザ（大統領）
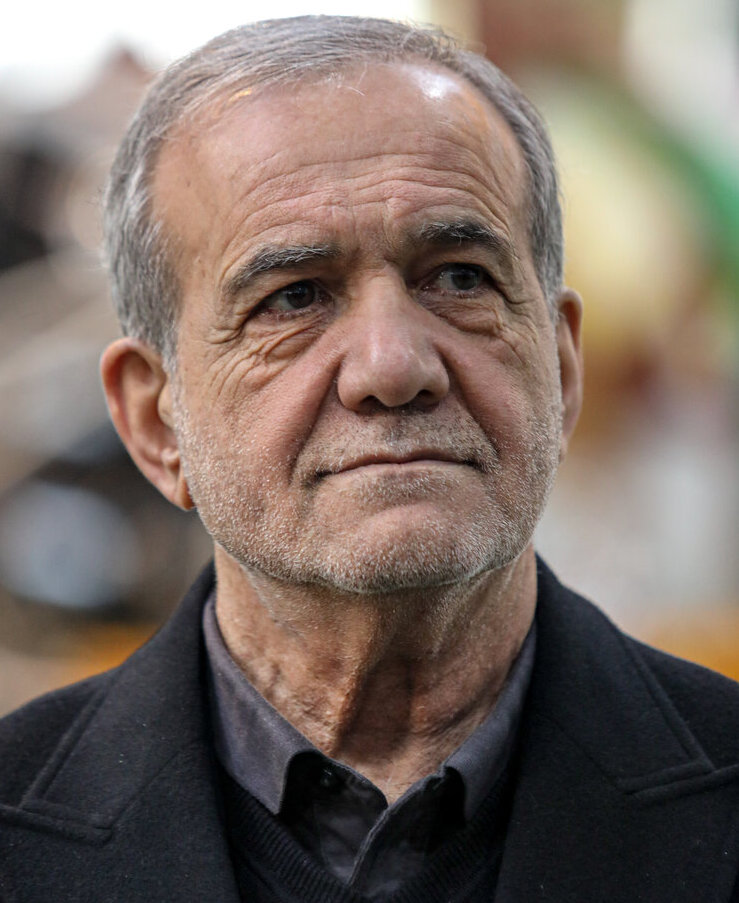
イラン マスウード・ペゼシュキヤーン（大統領）
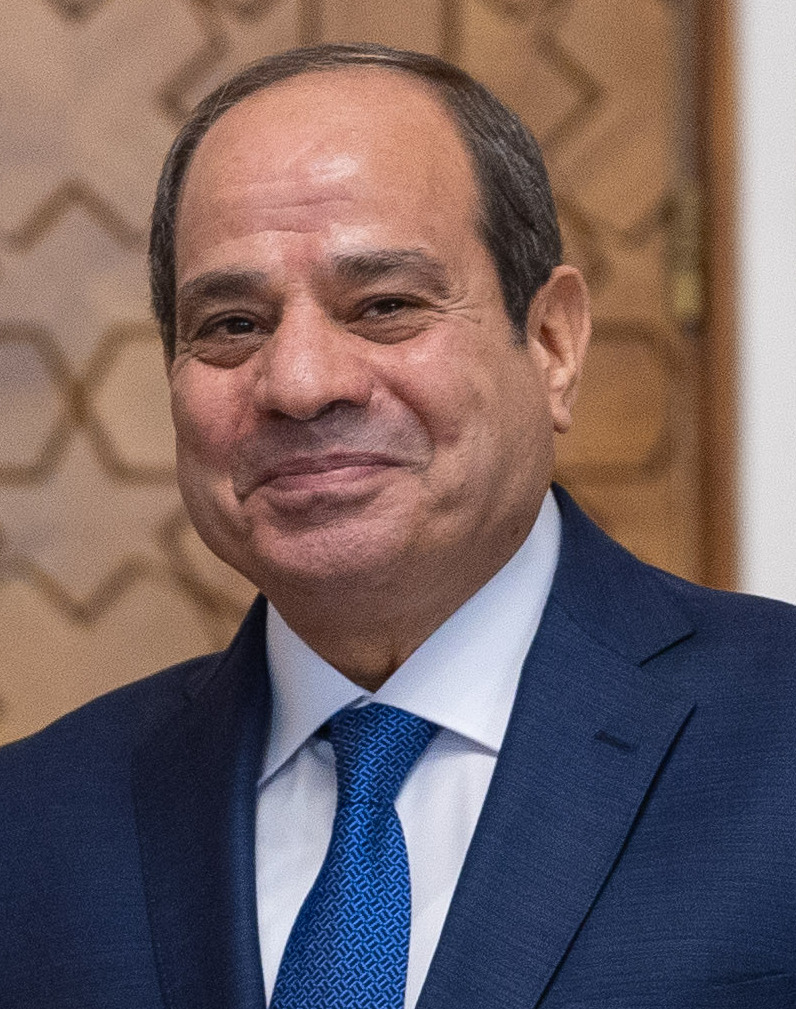
エジプト アブドルファッターフ・アッ＝シーシー（大統領）
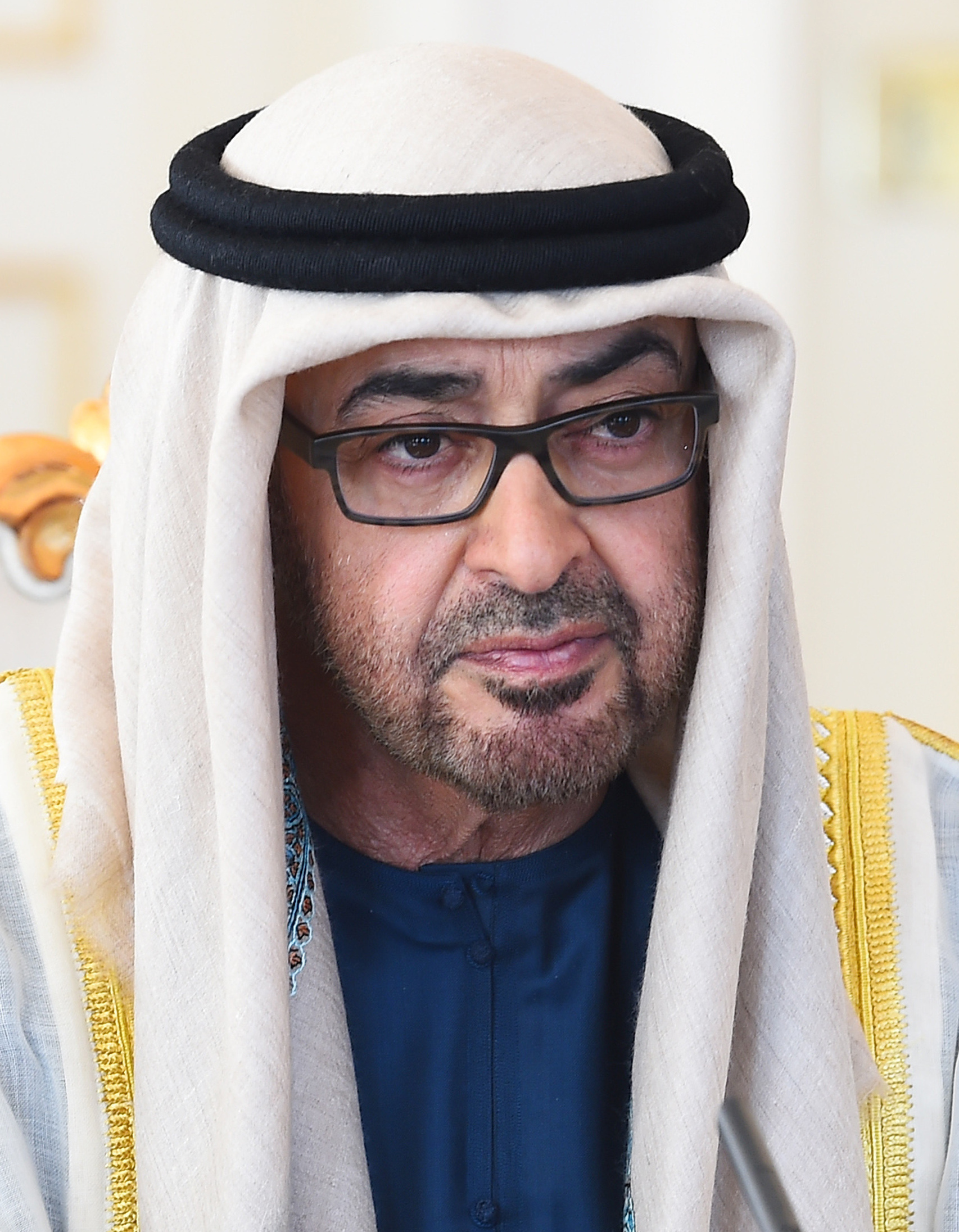
アラブ首長国連邦 ムハンマド・ビン・ザーイド・アール・ナヒヤーン（大統領）
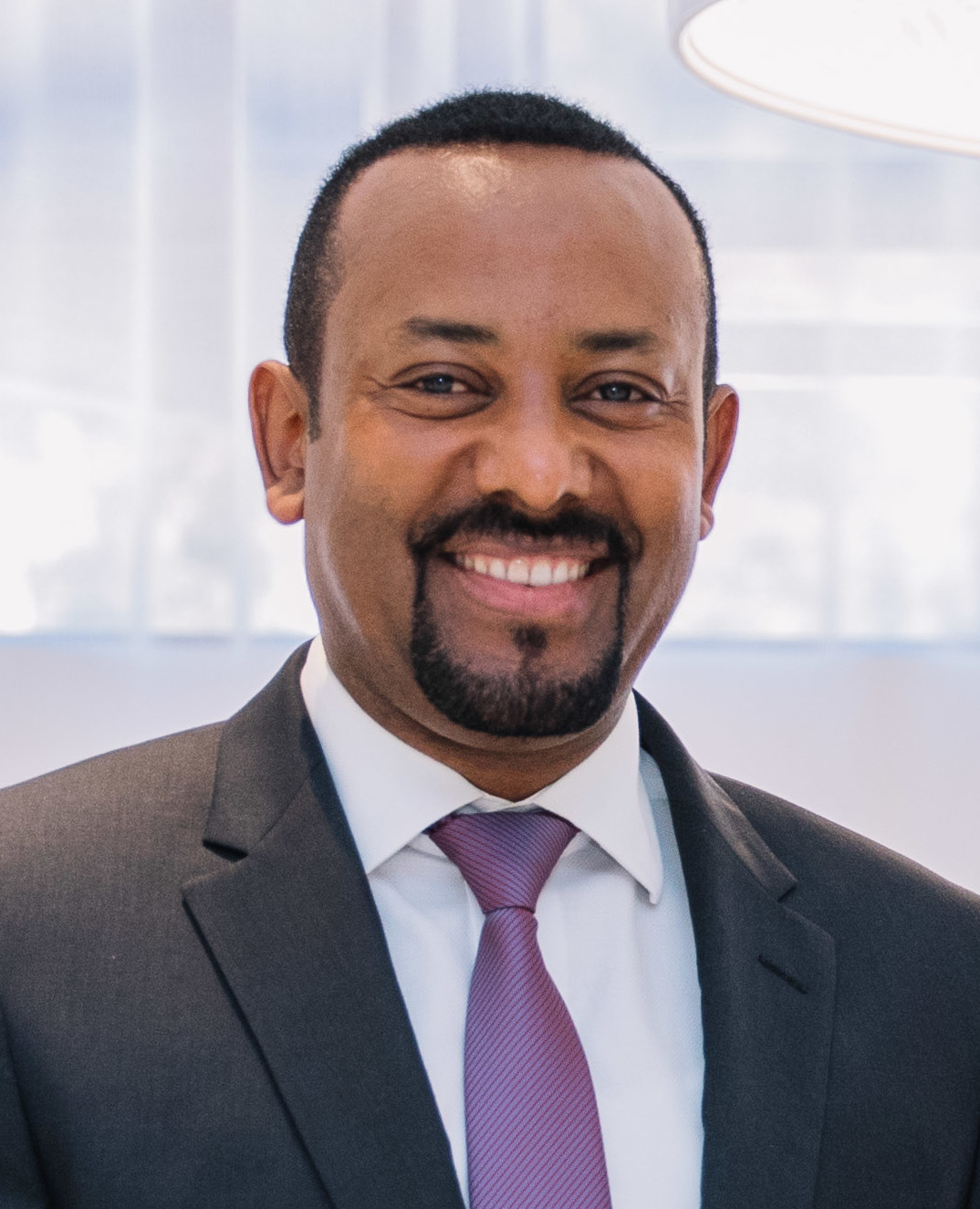
エチオピア アビィ・アハメド（首相）
インドネシア プラボウォ・スビアント（大統領）